# ホセ・アゾーカー
- ホセ・アソカル
- ホセ・アソーカル
- ホセ・アゾカー

ホセ・エンリケ・アゾーカー（José Enrique Azócar, 1996年5月11日 - ）は、ベネズエラのスクレ州ギリア出身のプロ野球選手（外野手）。右投右打。MLB・ニューヨーク・メッツ傘下所属。
メディアによっては「アゾカー」と表記されることもある。

## 経歴

### プロ入りとタイガース傘下時代
2012年10月にアマチュア・フリーエージェントでデトロイト・タイガースと契約してプロ入り。
2013年、傘下のルーキー級ベネズエラン・サマーリーグ・タイガースでプロデビュー。62試合に出場して打率.234、16打点、5盗塁を記録した。
2014年もルーキー級ベネズエラン・サマーリーグ・タイガースでプレーし、65試合に出場して打率.340、1本塁打、36打点、13盗塁を記録した。
2015年はルーキー級ガルフ・コーストリーグ・タイガースとA-級コネチカット・タイガースでプレーし、2球団合計で58試合に出場して打率.300、29打点、6盗塁を記録した。
2016年はA級ウェストミシガン・ホワイトキャップスでプレーし、129試合に出場して打率.281、51打点、14盗塁を記録した。
2017年はA+級レイクランド・フライングタイガースでプレーし、119試合に出場して打率.220、3本塁打、37打点、12盗塁を記録した。
2018年はA級ウェストミシガンとA+級レイクランドでプレーし、2球団合計で109試合に出場して打率.297、2本塁打、50打点、11盗塁を記録した。
2019年はAA級エリー・シーウルブズでプレーし、130試合に出場して打率.242、1本塁打、44打点を記録した。オフにはアリゾナ・フォールリーグに参加し、メサ・ソーラーソックスに所属した。
2020年は新型コロナウイルスの影響でマイナーリーグの試合が開催されなかったため、公式戦の出場は無かった。オフの11月2日にFAとなった。

### パドレス時代
2020年11月17日にサンディエゴ・パドレスとマイナー契約を結んだ。
2021年は傘下のAA級サンアントニオ・ミッションズとAAA級エルパソ・チワワズでプレーし、2球団合計で128試合に出場して打率.281、9本塁打、70打点、32盗塁を記録した。
2022年4月7日にメジャー契約を結んで開幕ロースター入りし、同日のアリゾナ・ダイヤモンドバックスとのシーズン開幕戦にて9回表に代走でメジャーデビュー。この年メジャーでは98試合に出場して打率.257、10打点、5盗塁を記録した。
2023年は出場試合数こそ55試合と減少したものの、2本塁打、9打点、キャリアハイとなる8盗塁を記録した。
2024年も開幕ロースター入りを果たし、主に守備要員としてメジャーで61試合に出場したが、6月下旬以降はAAA級エルパソに降格した。フェルナンド・タティス・ジュニアの故障者リストからの復帰に伴い、9月2日にDFAとなった。

### メッツ時代
2024年9月5日にウェイバー公示を経てニューヨーク・メッツに移籍。その後オプションでAAA級シラキュース・メッツに送られた。この年は61試合に出場と、前年より出場試合数は増加した一方で、長打は二塁打を2本記録しただけと長打力に欠け、打率も.219と少し落とした。また、2打点、5盗塁を記録した。2025年の開幕前に1度40人枠から外れたが、4月17日にアクティブ・ロースター入りした。昇格後は12試合に出場したが18打数5安打、打率.278の成績で5月24日にヘネシス・カブレラと共にDFAとなり、4日後に自由契約となった。

### ブレーブス時代
2025年5月30日にアトランタ・ブレーブスと契約を結び、同日中にAJ・スミス＝ショウバーの負傷者リスト入りに伴ってメジャーに昇格した。昇格後は2試合に出場したが1安打も放つことが出来ず、6月16日にスチュアート・フェアチャイルドの負傷者リストからの復帰に伴ってDFAとなり、3日後にFAとなった。

### メッツ復帰
2025年6月27日にニューヨーク・メッツとマイナー契約を結び、AAA級シラキュース・メッツに配属された。

## 詳細情報

### 年度別打撃成績
| 年 度    | 球 団    | 試 合 | 打 席 | 打 数 | 得 点 | 安 打 | 二 塁 打 | 三 塁 打 | 本 塁 打 | 塁 打 | 打 点 | 盗 塁 | 盗 塁 死 | 犠 打 | 犠 飛 | 四 球 | 敬 遠 | 死 球 | 三 振 | 併 殺 打 | 打 率 | 出 塁 率 | 長 打 率 | O P S |
| -------- | -------- | ----- | ----- | ----- | ----- | ----- | -------- | -------- | -------- | ----- | ----- | ----- | -------- | ----- | ----- | ----- | ----- | ----- | ----- | -------- | ----- | -------- | -------- | ----- |
| 2022     | SD       | 98    | 216   | 202   | 24    | 52    | 9        | 3        | 0        | 67    | 10    | 5     | 6        | 1     | 1     | 12    | 0     | 0     | 44    | 6        | .257  | .298     | .332     | .629  |
| 2023     | SD       | 55    | 102   | 91    | 16    | 21    | 6        | 0        | 2        | 33    | 9     | 8     | 2        | 5     | 0     | 4     | 0     | 2     | 24    | 2        | .231  | .278     | .363     | .641  |
| 2024     | SD       | 61    | 79    | 73    | 13    | 16    | 2        | 0        | 0        | 18    | 2     | 5     | 1        | 1     | 0     | 5     | 0     | 0     | 19    | 1        | .219  | .269     | .247     | .519  |
| 2025     | NYM      | 12    | 20    | 18    | 5     | 5     | 0        | 0        | 0        | 5     | 1     | 1     | 0        | 0     | 0     | 2     | 0     | 0     | 1     | 0        | .278  | .350     | .278     | .628  |
| 2025     | ATL      | 2     | 1     | 1     | 0     | 0     | 0        | 0        | 0        | 0     | 0     | 0     | 0        | 0     | 0     | 0     | 0     | 0     | 0     | 0        | .000  | .000     | .000     | .000  |
| MLB：3年 | MLB：3年 | 214   | 397   | 366   | 53    | 89    | 17       | 3        | 2        | 118   | 21    | 18    | 9        | 7     | 1     | 21    | 0     | 2     | 87    | 9        | .249  | .292     | .341     | .633  |

- 2024年度シーズン終了時

### ポストシーズン打撃成績
| 年 度     | 球 団     | シ リ ｜ ズ | 試 合 | 打 席 | 打 数 | 得 点 | 安 打 | 二 塁 打 | 三 塁 打 | 本 塁 打 | 塁 打 | 打 点 | 盗 塁 | 盗 塁 死 | 犠 打 | 犠 飛 | 四 球 | 敬 遠 | 死 球 | 三 振 | 併 殺 打 | 打 率 | 出 塁 率 | 長 打 率 |
| --------- | --------- | ----------- | ----- | ----- | ----- | ----- | ----- | -------- | -------- | -------- | ----- | ----- | ----- | -------- | ----- | ----- | ----- | ----- | ----- | ----- | -------- | ----- | -------- | -------- |
| 2022      | SD        | NLDS        | 2     | 0     | 0     | 0     | 0     | 0        | 0        | 0        | 0     | 0     | 1     | 0        | 0     | 0     | 0     | 0     | 0     | 0     | 0        | .000  | .000     | .000     |
| 2022      | SD        | NLCS        | 1     | 0     | 0     | 1     | 0     | 0        | 0        | 0        | 0     | 0     | 0     | 0        | 0     | 0     | 0     | 0     | 0     | 0     | 0        | .000  | .000     | .000     |
| 出場：1回 | 出場：1回 | 出場：1回   | 3     | 0     | 0     | 1     | 0     | 0        | 0        | 0        | 0     | 0     | 1     | 0        | 0     | 0     | 0     | 0     | 0     | 0     | 0        | .000  | .000     | .000     |

- 2024年度シーズン終了時

### 年度別守備成績
| 年 度 | 球 団 | 左翼（LF） | 左翼（LF） | 左翼（LF） | 左翼（LF） | 左翼（LF） | 左翼（LF） | 中堅（CF） | 中堅（CF） | 中堅（CF） | 中堅（CF） | 中堅（CF） | 中堅（CF） | 右翼（RF） | 右翼（RF） | 右翼（RF） | 右翼（RF） | 右翼（RF） | 右翼（RF） |
| 年 度 | 球 団 | 試 合      | 刺 殺      | 補 殺      | 失 策      | 併 殺      | 守 備 率   | 試 合      | 刺 殺      | 補 殺      | 失 策      | 併 殺      | 守 備 率   | 試 合      | 刺 殺      | 補 殺      | 失 策      | 併 殺      | 守 備 率   |
| ----- | ----- | ---------- | ---------- | ---------- | ---------- | ---------- | ---------- | ---------- | ---------- | ---------- | ---------- | ---------- | ---------- | ---------- | ---------- | ---------- | ---------- | ---------- | ---------- |
| 2022  | SD    | 21         | 13         | 0          | 0          | 0          | 1.000      | 35         | 87         | 0          | 2          | 0          | .978       | 49         | 55         | 2          | 2          | 0          | .966       |
| 2023  | SD    | 9          | 2          | 0          | 0          | 0          | 1.000      | 17         | 24         | 0          | 0          | 0          | 1.000      | 21         | 24         | 0          | 0          | 0          | 1.000      |
| MLB   | MLB   | 30         | 15         | 0          | 0          | 0          | 1.000      | 52         | 111        | 0          | 2          | 0          | .982       | 70         | 79         | 2          | 2          | 0          | .976       |

- 2023年度シーズン終了時

### 背番号
- 28（2022年 - 2025年5月23日）
- 18（2025年6月6日 - 同年6月15日）